# Gnathocera truncata
Gnathocera truncata är en skalbaggsart som beskrevs av Oliver Erichson Janson 1900. Gnathocera truncata ingår i släktet Gnathocera och familjen Cetoniidae. Inga underarter finns listade i Catalogue of Life.